# Список депутатов кнессета от Прогрессивной партии Израиля
Прогрессивная партия участвовала в выборах в кнессет первых четырёх созывов. Ниже будут приведены данные о количестве голосов, мандатов для каждого созыва, а также имена парламентариев.

## Кнессет 1-го созыва
На выборах в кнессет 1-го созыва партия получила 17,786 голосов израильтян, что означало 4.1 процентов от общего количества голосов, партия получила 5 мандатов.
1. Авраам Гранот
2. Идов Коэн
3. Пинхас Розен
4. Иешаяху Фёрдер
5. Изхар Харари

## Кнессет 2-го созыва
На выборах в кнессет 2-го созыва партия получила 22,171 голосов израильтян, что означало 3.2 процентов от общего количества голосов, партия получила 4 мандата.
1. ЙИешаяху Фёрдер (сменил Авраама Гранота)
2. Идов Коэн (сменил Моше Коля)
3. Пинхас Розен
4. Изхар Харари

## Кнессет 3-го созыва
На выборах в кнессет 3-го созыва партия получила 37,661 голосов израильтян, что означало 4.4 процентов от общего количества голосов, партия получила 5 мандатов.
1. Йоханан Коэн (сменил Иешаяху Фёрдер)
2. Идов Коэн
3. Пинхас Розен
4. Изхар Харари
5. Гершом Шокен

## Кнессет 4-го созыва
На выборах в кнессет 4-го созыва партия получила 44,889 голосов израильтян, что означало 4.6 процентов от общего количества голосов, партия получила 6 мандатов.
1. Ицхак Голан
2. Шимон Канович
3. Моше Коль
4. Идов Коэн
5. Пинхас Розен
6. Изхар Харари